# Alconera
Alconera és un municipi de la província de Badajoz, a la comunitat autònoma d'Extremadura.